# Christus am Kreuz (Klosterkirche Kemnade)

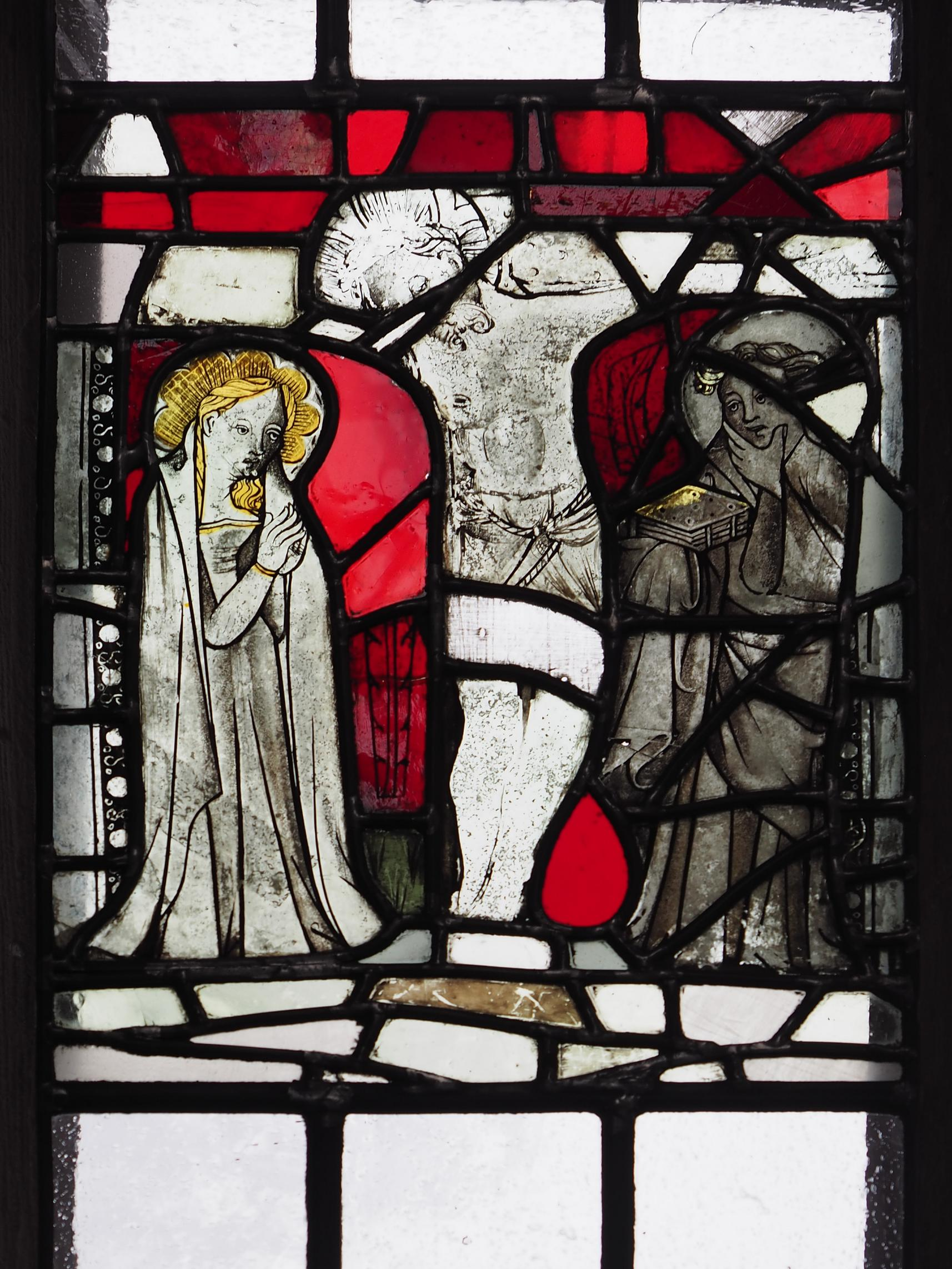
Christus am Kreuz in der Klosterkirche Kemnade

Das Glasgemälde Christus am Kreuz in der Klosterkirche Kemnade in Kemnade, einem Ortsteil von Bodenwerder in Niedersachsen, wurde nach 1409 geschaffen.
Die Scheibe in einem dreibahnigen Querhausfenster ist 40,5 cm hoch und 32 cm breit, sie stammt von einer unbekannten Werkstatt. Das Kreuz mit Jesus Christus wird von Maria und Johannes flankiert (Joh 19,25–27 ). Die Figur des Johannes ist eine gut angepasste Ergänzung aus dem späten 19. Jahrhundert. Die Verbleiung der Scheibe wurde 1958 von Heinz Mühlenbein (1883–1976) vollständig erneuert. 
Elena Kosina schreibt (S. 306): „Nur knapp die Hälfte des Feldes ist noch original und wird durch die Verwitterung, zahlreiche Sprünge und den massiven Verlust von Malschichten zusätzlich beeinträchtigt. (...) Störende Ergänzungen mit getöntem Glas und das komplette Bleinetz entstammen dem vorletzten restauratorischen Eingriff aus dem Jahr 1958 von Mühlenbein.“